# Xu Yunli
Xu Yunli (徐雲麗; Fuzhou, 2 agosto 1987) è una pallavolista cinese.
Gioca nel ruolo di centrale nel Fujian Yangguang Cheng Nuzi Paiqiu Julebu.

## Carriera
La carriera di Xu Yunli inizia nel 2000, quando entra a far parte del settore giovanile del Fujian Nuzi Paiqiu Dui, dove gioca per quattro annate, prima di approdare in prima squadra, facendo il suo esordio nella Volleyball League A cinese nella stagione 2004-05, chiusa all'undicesimo posto; pur lottando per non retrocedere col suo club, nel 2006 riceve le prime convocazioni nella nazionale cinese: debutta al Montreux Volley Masters, dove vince la medaglia d'argento.
Nel campionato 2006-07 finisce per retrocedere in Volleyball League B, ma riesce comunque ad entrare stabilmente in nazionale, vincendo l'argento al World Grand Prix 2007 e soprattutto la medaglia di bronzo ai Giochi della XXIX Olimpiade di Pechino; dopo aver vinto la medaglia d'argento al campionato asiatico e oceaniano 2009, nel 2010 si aggiudica l'oro alla Coppa asiatica ed ai XVI Giochi asiatici.
Al termine della stagione 2010-11 ottiene il ritorno in Volleyball League A; nell'estate del 2011 con la nazionale si aggiudica l'oro al campionato asiatico e oceaniano e poi il bronzo alla Coppa del Mondo, mentre un anno dopo vince la medaglia d'argento alla Coppa asiatica, venendo anche premiata come miglior muro del torneo, e partecipa ai Giochi della XXX Olimpiade di Pechino.
Nel 2013 gioca in prestito al Guangdong Hengda Nuzi Paiqiu Julebu per il solo campionato asiatico per club, torneo che si aggiudica venendo anche premiata come MVP e miglior muro, e per la conseguente Coppa del Mondo per club; con la nazionale invece vince la medaglia d'argento al World Grand Prix e si classifica al quarto posto al campionato asiatico e oceaniano 2013, dove riceve un altro premio come miglior muro.
Nella stagione 2013-14 ritorna al Fujian Nuzi Paiqiu Dui, ma è ancora con la nazionale che ottiene i risultati migliori, aggiudicandosi la medaglia d'argento al campionato mondiale 2014 e la medaglia d'oro ai Giochi olimpici di Rio de Janeiro 2016.

## Palmarès

### Club
- Campionato asiatico per club: 1

2013

### Nazionale (competizioni minori)
- Montreux Volley Masters 2006
- Montreux Volley Masters 2007
- Montreux Volley Masters 2008
- Montreux Volley Masters 2009
- Montreux Volley Masters 2010
- Coppa asiatica 2010
- Giochi asiatici 2010
- Montreux Volley Masters 2011
- Coppa asiatica 2012

### Premi individuali
- 2012 - Coppa asiatica: Miglior muro
- 2013 - Campionato asiatico per club: MVP
- 2013 - Campionato asiatico per club: Miglior muro
- 2013 - Campionato asiatico e oceaniano: Miglior muro